# وی‌ال پیری
وی‌ال پیری (به انگلیسی: VL_Pyry) یک هواگرد ملخ‌پیشین تک‌موتوره از نوع شناسایی/جنگنده ساخت شرکت Valtion lentokonetehdas است. هواگرد وی‌ال پیری نخستین پروازش را در ۲۹ مارس ۱۹۳۹ میلادی انجام داد. این هواگرد در سال ۱۹۴۱ میلادی رسماً معرفی گردید. در مجموع، تعداد ۴۱ فروند از این هواگرد ساخته شده‌است.